# Кам'янська сільська рада (Новобузький район)
Ка́м'янська сільська́ ра́да — адміністративно-територіальна одиниця та орган місцевого самоврядування в Новобузькому районі Миколаївської області. Адміністративний центр — село Кам'яне.

## Загальні відомості
- Населення ради: 794 особи (станом на 2001 рік)

## Населені пункти
Сільській раді підпорядковані населені пункти:
- с. Кам'яне
- с. Миролюбівка
- с. Новогригорівка
- с. Новорозанівка
- с. Пелагіївка

## Склад ради
Рада складається з 14 депутатів та голови.
- Голова ради: Римчук Валерій Миколайович
- Секретар ради: Литвиненко Валентина Миколаївна

### Керівний склад попередніх скликань
| Прізвище, ім'я, по батькові | Основні відомості                                                         | Дата обрання | Дата звільнення |
| --------------------------- | ------------------------------------------------------------------------- | ------------ | --------------- |
| Верепаха Марія Миколаївна   | Сільський голова, 1956 року народження, освіта вища, член Народної партії | 26.03.2006   | 31.10.2010      |
| Верепаха Марія Миколаївна   | Сільський голова, 1956 року народження, освіта вища, член Партії регіонів | 31.10.2010   |                 |

Примітка: таблиця складена за даними сайту Верховної Ради України

### Депутати
За результатами місцевих виборів 2010 року депутатами ради стали:

#### За суб'єктами висування
| Суб'єкт висування | Кількість обраних депутатів | %   |
| ----------------- | --------------------------- | --- |
| Партія регіонів   | 14                          | 100 |

#### За округами
| № округу        | Прізвище, ім'я, по батькові         | Дата визнання обраним | Освіта  | Партійна приналежність | Відомості про обраного депутата                       |
| --------------- | ----------------------------------- | --------------------- | ------- | ---------------------- | ----------------------------------------------------- |
| Партія регіонів |                                     |                       |         |                        |                                                       |
| 1               | Шевченко Світлана Василівна         | 03.11.2010            | середня | член Партії регіонів   | тимчасово не працює                                   |
| 2               | Шестерняк Марія Олексіївна          | 03.11.2010            | середня | член Партії регіонів   | пенсіонер                                             |
| 3               | Стародубець Любов Іванівна          | 03.11.2010            | середня | член Партії регіонів   | тимчасово не працює                                   |
| 4               | Литвиненко Валентина Миколаївна     | 03.11.2010            | вища    | член Партії регіонів   | Кам'янська сільська рада, секретар                    |
| 5               | Нестерчук Ірина Ігорівна            | 03.11.2010            | середня | член Партії регіонів   | Сільський будинок культури, завідувачка               |
| 6               | Рябець Олена Володимирівна          | 03.11.2010            | середня | член Партії регіонів   | Кам'янський дитсадок, завідувачка                     |
| 7               | Кобилінська Валентина Станіславівна | 03.11.2010            | середня | член Партії регіонів   | Сільська рада, соціальний працівник                   |
| 8               | Швець Олена Володимирівна           | 03.11.2010            | вища    | член Партії регіонів   | Кам'янська загальноосвітня школа, вчитель             |
| 9               | Кулініч Марина Анатоліївна          | 03.11.2010            | вища    | член Партії регіонів   | Кам'янська загальноосвітня школа, вчитель             |
| 10              | Римчук Тетяна Юріївна               | 03.11.2010            | середня | член Партії регіонів   | Кам'янська загальноосвітня школа, вчитель             |
| 11              | Римчук Світлана Володимирівна       | 03.11.2010            | вища    | член Партії регіонів   | Кам'янська загальноосвітня школа, заступник директора |
| 12              | Єпік Світлана Анатоліївна           | 03.11.2010            | середня | член Партії регіонів   | приватний підприємець                                 |
| 13              | Опанасенко Андрій Петрович          | 03.11.2010            | середня | член Партії регіонів   | ПП «Римчук», працівник                                |
| 14              | Павлова Ольга Іванівна              | 03.11.2010            | середня | член Партії регіонів   | пенсіонер                                             |